# Bartini RGSR
Il Bartini RGSR è un aereo da ricognizione strategico progettato da Roberto Oros di Bartini a partire dal Tsybin RSR tra il 1957 ed il 1958. Il velivolo, ideato per operare esclusivamente su superfici liquide, rimase sulla carta.

## Descrizione tecnica
Il Bartini RGSR era molto simile al Tsybin RSR, dal quale del resto derivava. La differenza essenziale era che si trattava, sostanzialmente, di un idrovolante, e quindi non era in grado di operare da piste terrestri. Le superfici inferiori erano progettate in modo tale da permettere all'aereo di decollare ed atterrare in acqua.
Differente era la sistemazione dei motori: infatti, mentre nell'RSR questi erano montati alle estremità alari, nell'RGSR erano posti nella parte superiore delle semiali. Alle estremità alari, invece, vi erano i serbatoi esterni del carburante (che nell'RSR erano agganciati sotto), che fungevano anche da galleggianti.